# Buitenplaats Berbice
Buitenplaats Berbice is een historische buitenplaats gelegen aan de Leidseweg te Voorschoten in de Nederlandse provincie Zuid-Holland.

## Geschiedenis
In 1369 was de locatie van de huidige buitenplaats bekend als Almansgeest, genoemd naar IJsbrant Almanszoon, de eigenaar van de grond met de daarop staande woning. Tijdens het beleg van Leiden (1573-1574) is deze boerderij verwoest. Zij is in 1582 herbouwd en is tot op heden herkenbaar in de Corneliahoeve.
De Leidse textielhandelaar Allard Poelaert kocht het gebied in 1662 van raadspensionaris Johan de Witt. Wanneer het eerste, bescheiden buitenhuis is gebouwd is onduidelijk. Mogelijk heeft Adriana van Groenendijk, de weduwe van Allard Poelaert, hiertoe een aanzet gegeven. Na haar overlijden in 1688 kwam het buiten in het bezit van haar dochter Sara en schoonzoon Pieter de la Court van der Voort, een vermaard tuinier. Hij is verantwoordelijk voor de bouw van de oranjerie en de fruitmuren, waaronder de retranchementenmuur (een zeldzame variant van een slangenmuur). De muren fungeerden als proef voor het optimaal kweken van leifruit.
Halverwege de 18e eeuw werd het park uitgebreid van circa vier naar circa acht hectare groot. Ook werd de boerderij annex herberg Rust-Wat aan de Vliet aangekocht. Sindsdien heet deze boerderij (nu restaurant) Allemansgeest. In 1803 liet de Voorschotense burgemeester Johan Petrus Pompe van Meerdervoort dit grote park herinrichten door de tuinarchitect Johan David Zocher Sr., wiens ontwerpen toen in de mode waren.

### Naam
Omstreeks 1750 veranderde de naam Almansgeest in Allemansgeest.
Blijkens een acte van 21 juni 1822 gaf de toen nieuwe eigenaar Hendrik Staal (1782-1824) de buitenplaats een andere naam, Berbice, naar de kolonie Berbice (thans behorend tot Guyana), die in 1796 door de Engelsen was veroverd en in 1814 definitief voor Nederland verloren was gegaan. Staal had een fortuin verdiend als advocaat  en zaakgelastigde voor de grote suikerplanters van Berbice en daar zijn echtgenote Catharina Kip (1789-1850) leren kennen. Zij was als plantersdochter geboren in Essequebo, een andere kolonie in Nederlands-Guiana. In het verleden werd gedacht dat de naam te danken was aan Johannes Goldberg, die het huis enige tijd als huurder bewoonde en er stierf in 1828.
In 1829 kwamen de boerderij Allemansgeest en de buitenplaats Berbice in verschillende handen, waardoor het verband tussen beide namen ook formeel werd losgemaakt.

### Zilverfabriek

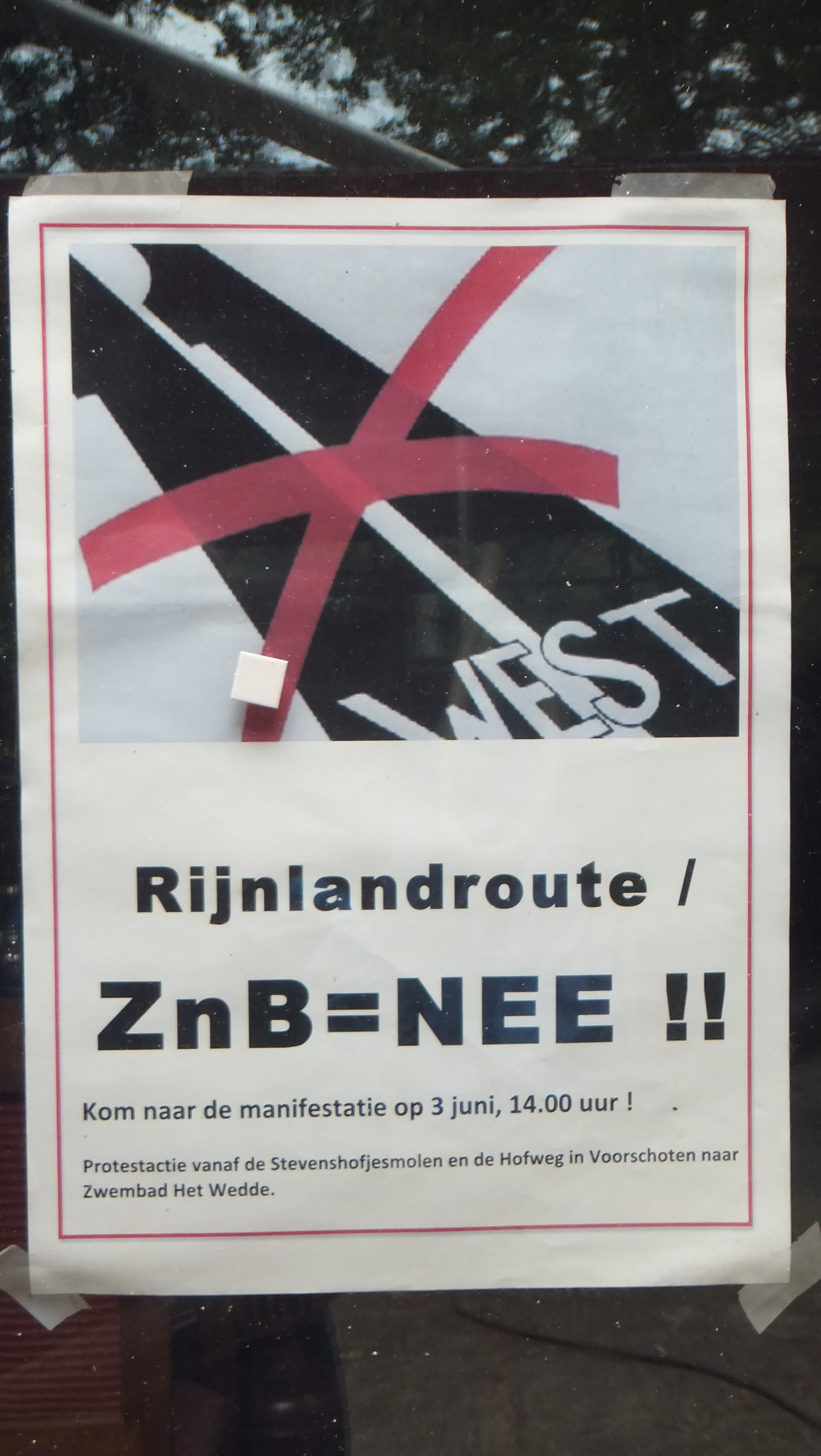
Strijd tegen N11 west (Rijnlandroute)

In 1858 werd grenzend aan de buitenplaats de 'Koninklijke Nederlandse Fabriek van gouden en zilveren werken J.M. van Kempen & Zonen' geopend, die tot 1985 op deze plek actief zou blijven als Koninklijke Van Kempen & Begeer. Om naast de fabriek te kunnen wonen kocht Johannes Mattheüs van Kempen in 1857 de buitenplaats Berbice. Meerdere generaties Van Kempen hebben het huis bewoond. Van 1926 tot 1936 waren er geen bewoners, maar fungeerde het huis als toonzaal voor de zilverfabriek. In 1937 vestigden Carel Begeer, inmiddels mede-eigenaar van de fabriek, en zijn gezin zich op Berbice. De laatste telg was de kunsthistorica Rudolpha J.M. Begeer, lokaal bekend als "mejuffrouw Begeer". Zij keerde in 1966 terug naar Berbice om er te revalideren na een skiongeluk. Daar werd ze geconfronteerd met plannen om de verlengde Rijksweg 11 (de RijnlandRoute) over de buitenplaats te laten lopen. Ze liet een rosarium aanleggen en stelde dat open voor publiek, om te verhinderen dat de plannen zouden doorgaan. Ze was na de dood van haar moeder in 1976 de enige bewoonster en besteedde een groot deel van haar laatste jaren aan de strijd met de autoriteiten over de toekomst van de buitenplaats. Zij stierf in 2009 en ligt begraven aan het eind van de rozentuin van Berbice. Zij koos voor deze laatste rustplaats onder het motto "over mijn lijk".

Sinds het overlijden van de laatste particuliere bewoner in 2009 is de buitenplaats eigendom van een stichting, die fondsen werft voor de noodzakelijke restauratie, die is begroot op 2 miljoen euro. In mei 2013 stelde de provincie Zuid-Holland een subsidie van €350.000 beschikbaar. Daardoor kon in 2014 een eerste begin worden gemaakt.

### Rijksmonument
In 1992 zijn onder meer de volgende delen van de buitenplaats aangewezen als rijksmonument:
- hoofdgebouw
- aanleg van de buitenplaats
- toegangsbrug met hek en balustrade
- retranchementenmuur
- oranjerie
- tuinmuren
- voormalige koetsierswoning, koetshuis en paardenstal
- pijlers met hekwerk
- houten brug
- hardstenen Lodewijk XVI postament .

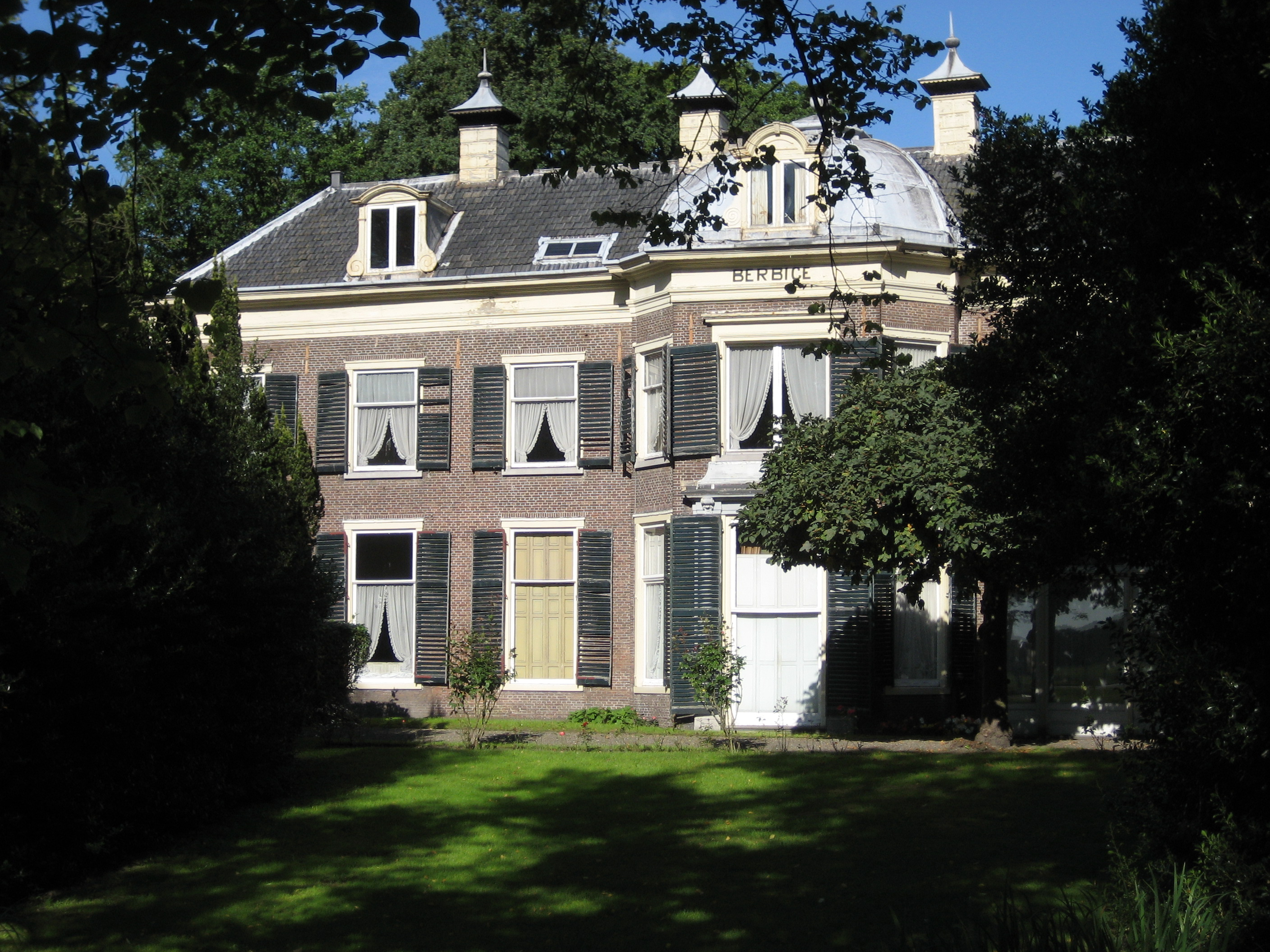
Straatzijde
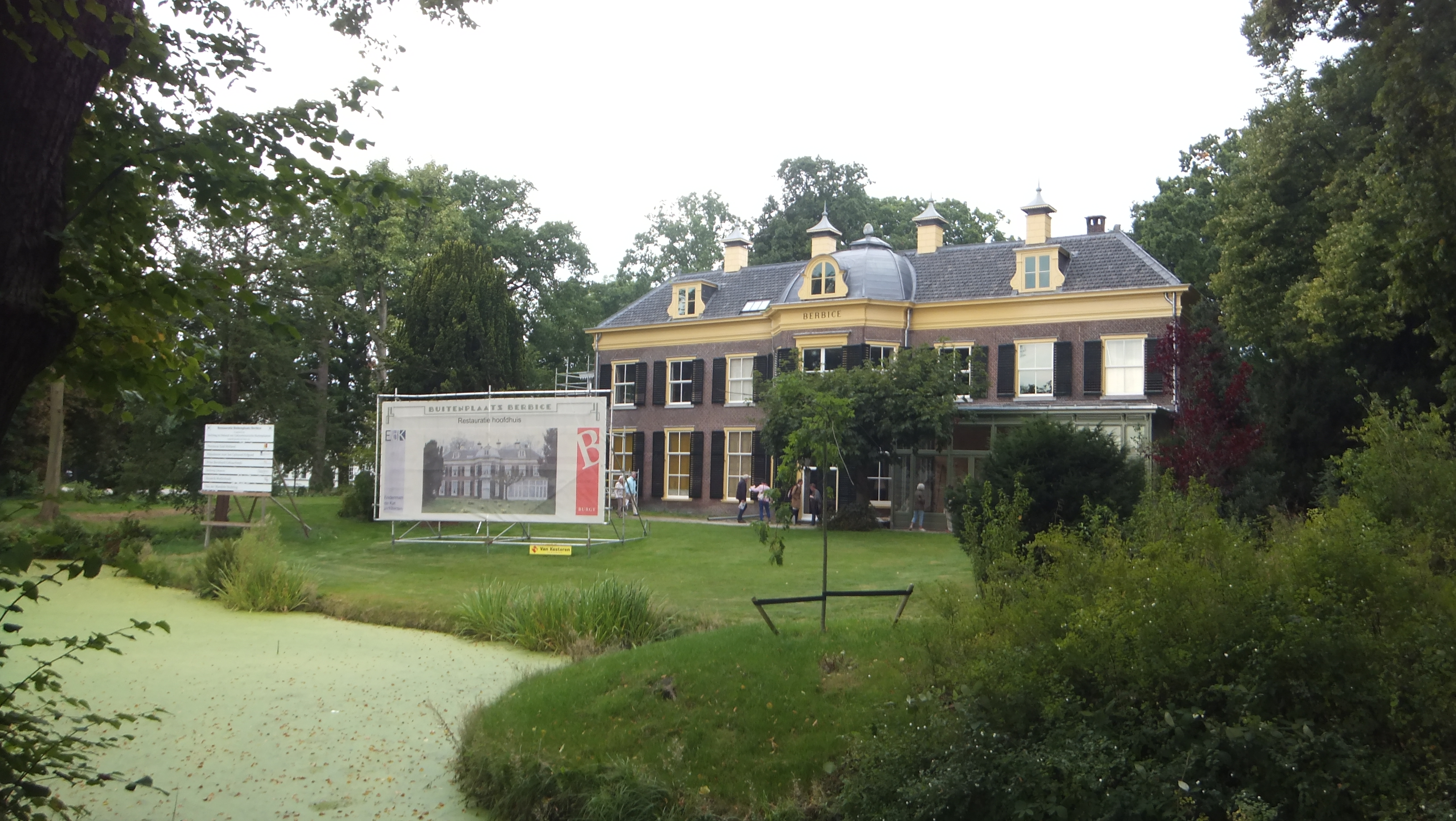
Straatzijde in 2015
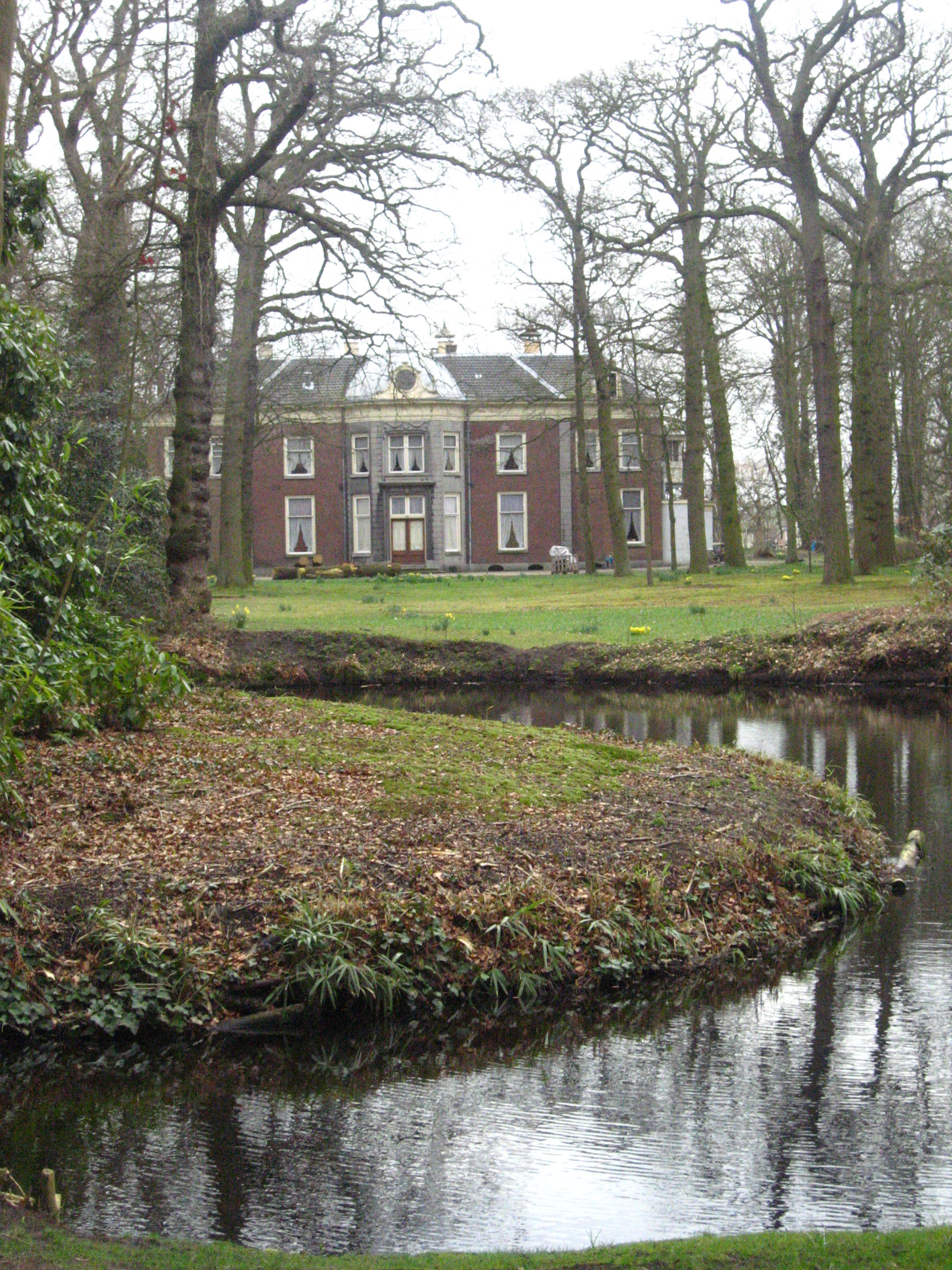
Achterzijde
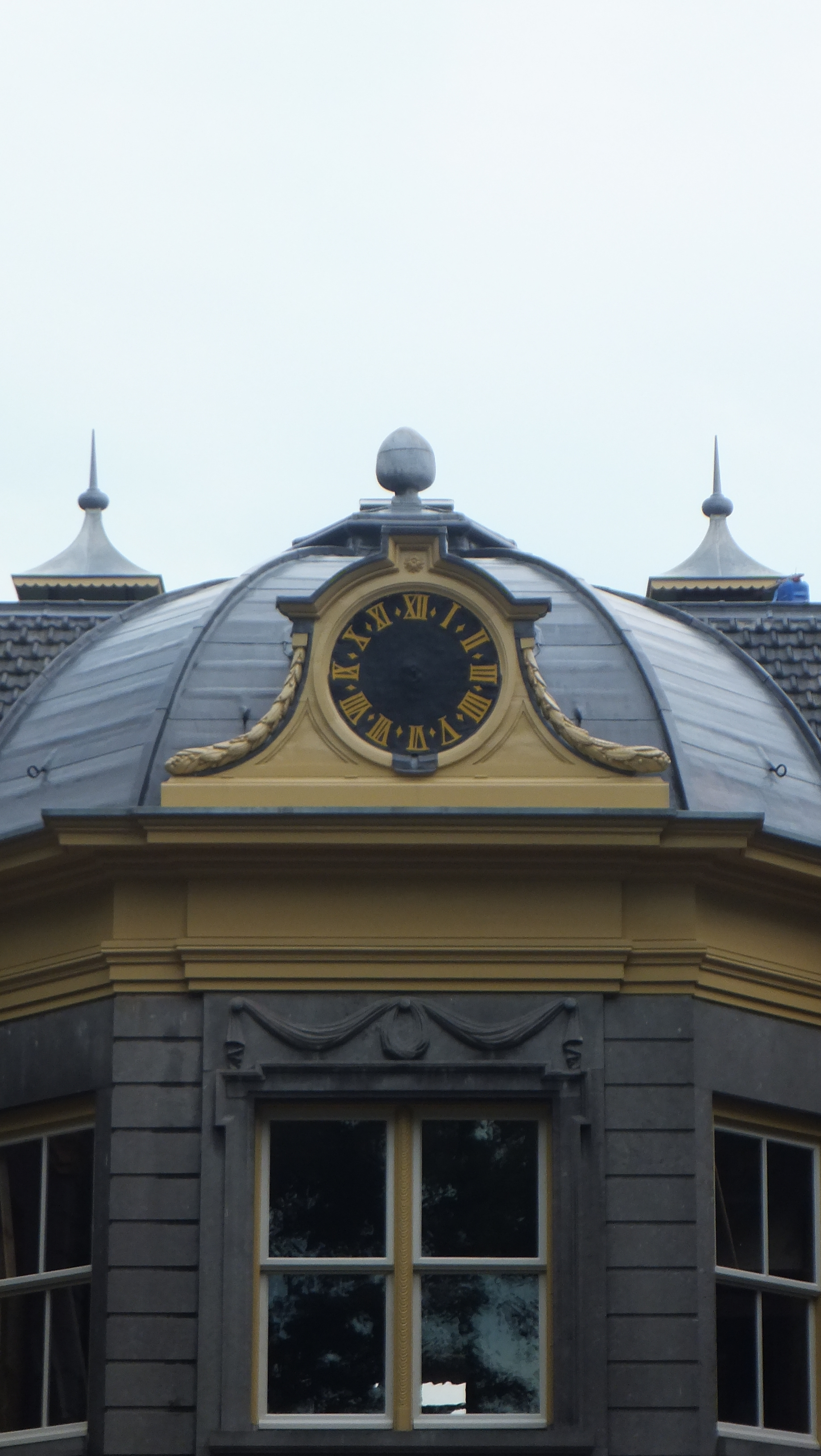
Gevel detail achterzijde (2015)
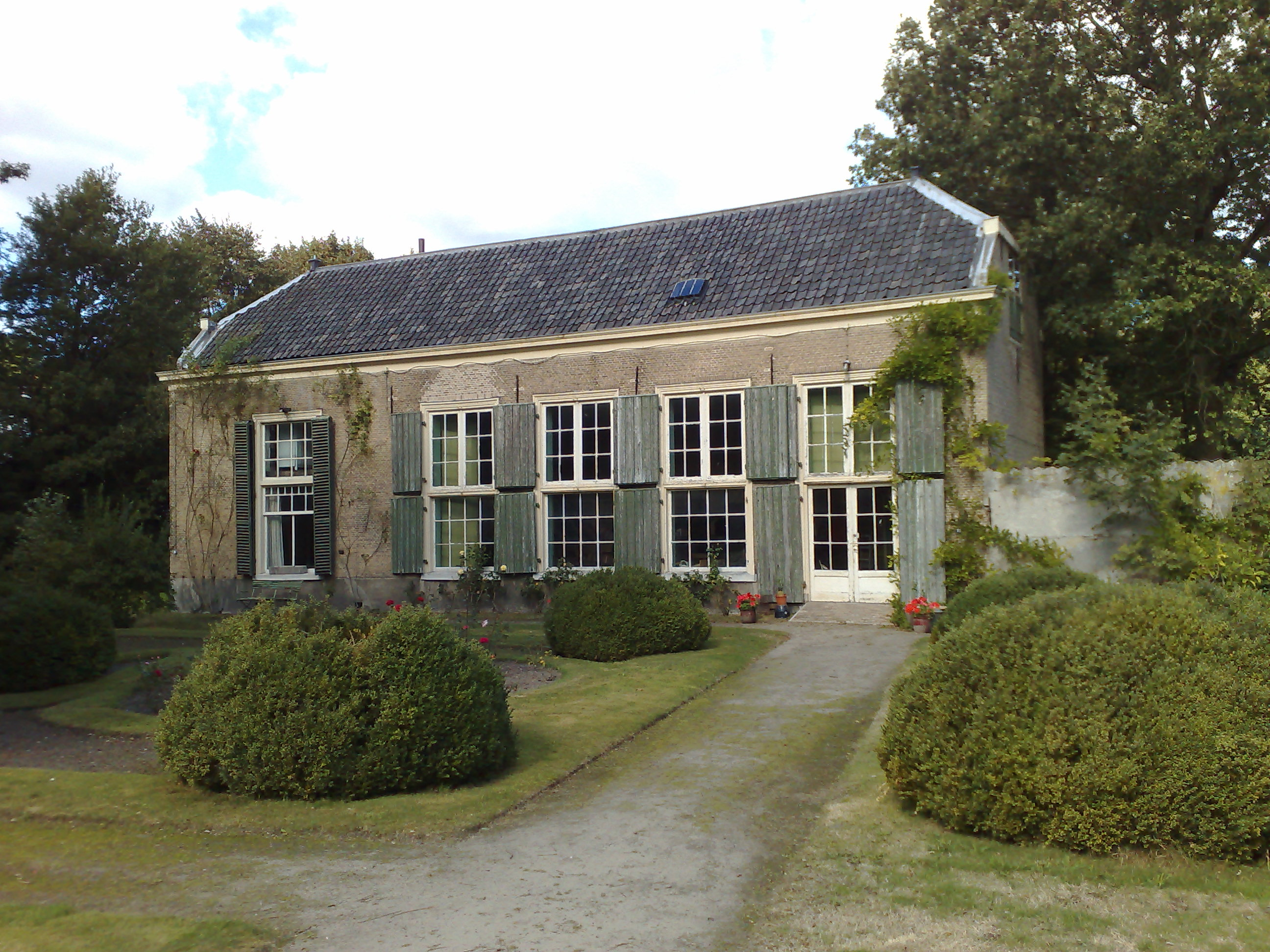
Oranjerie
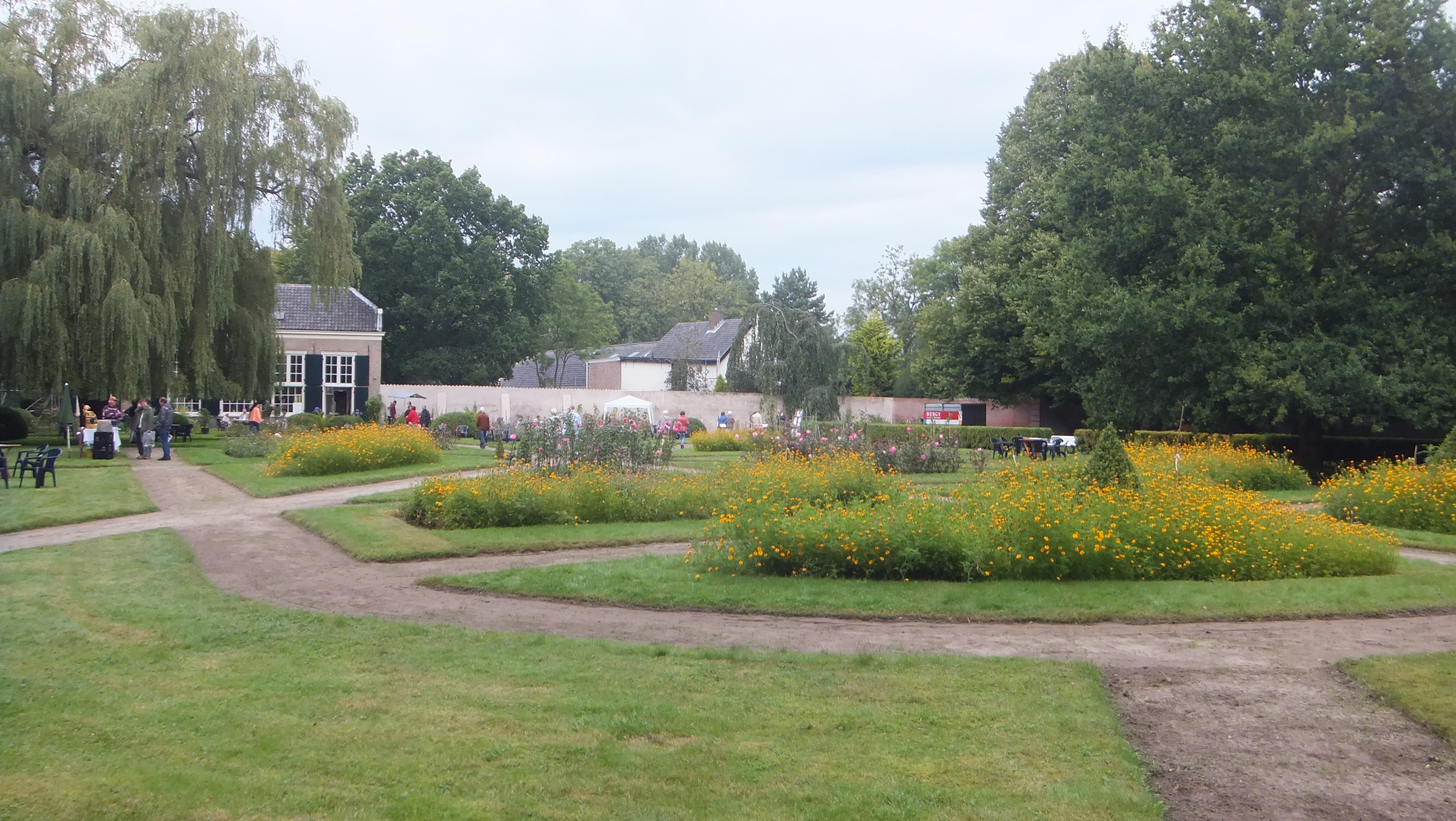
Rozentuin bij oranjerie (2015)
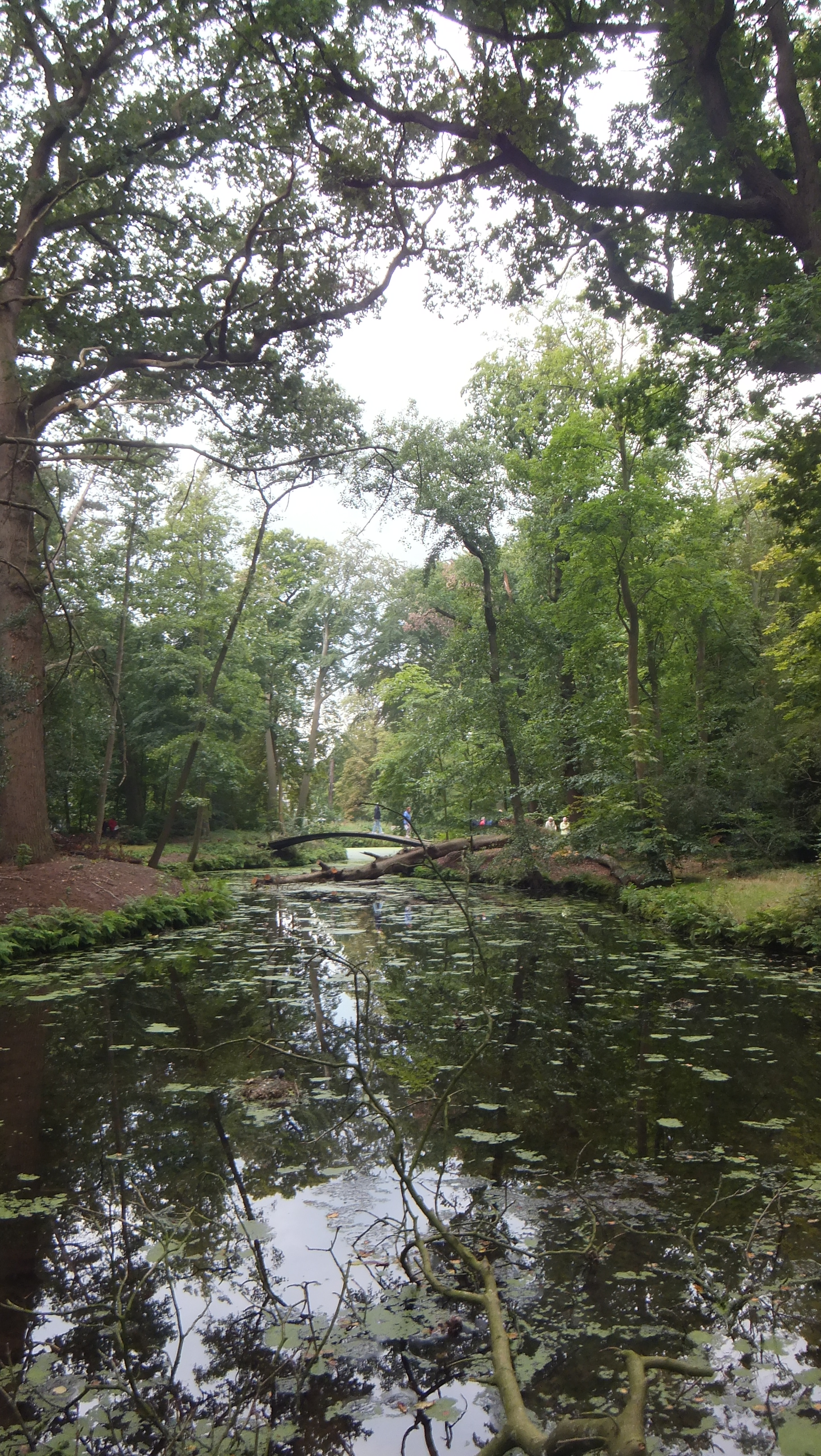
Landschaps-tuin met brug (2015)
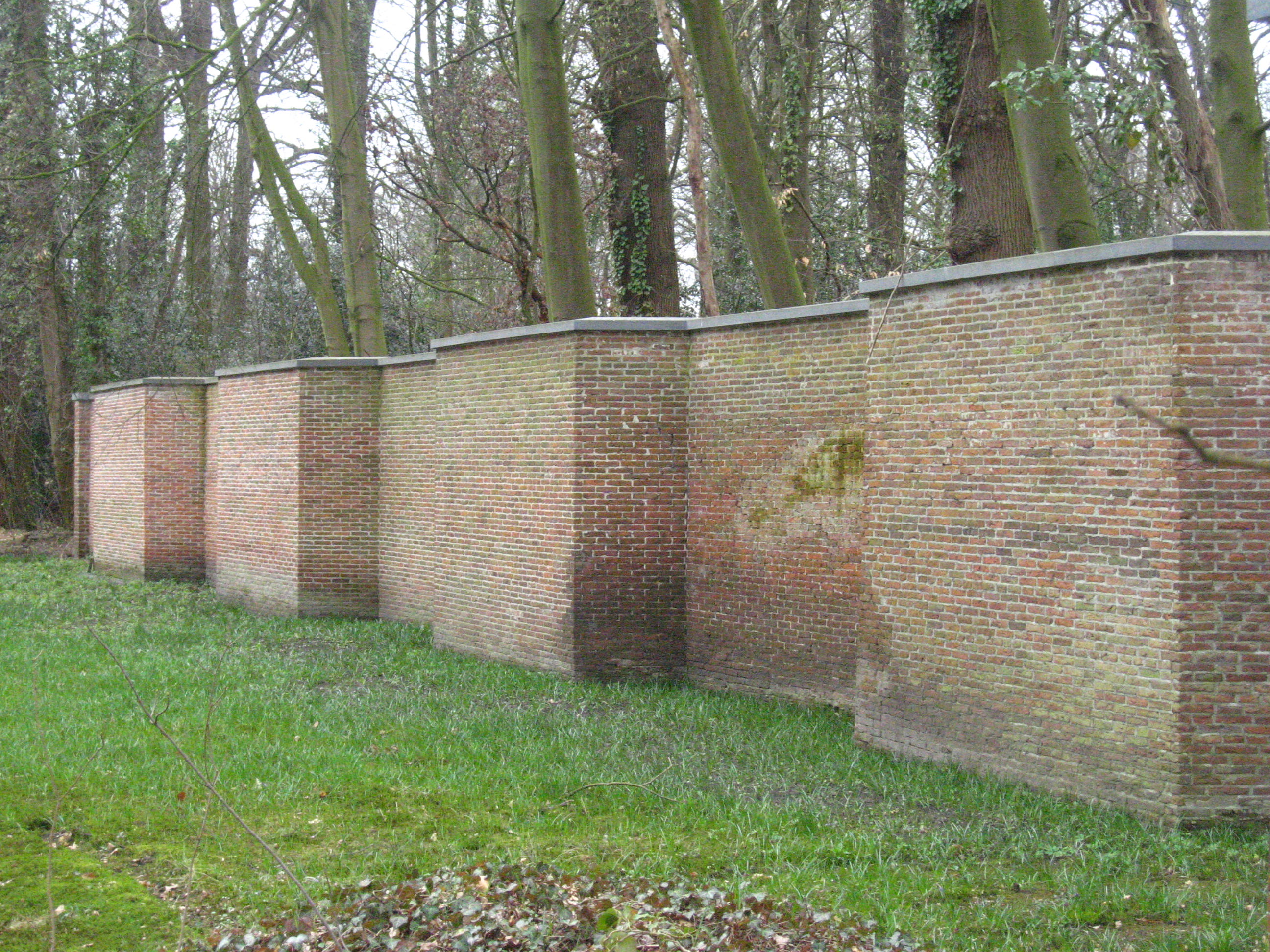
Retranchementenmuur
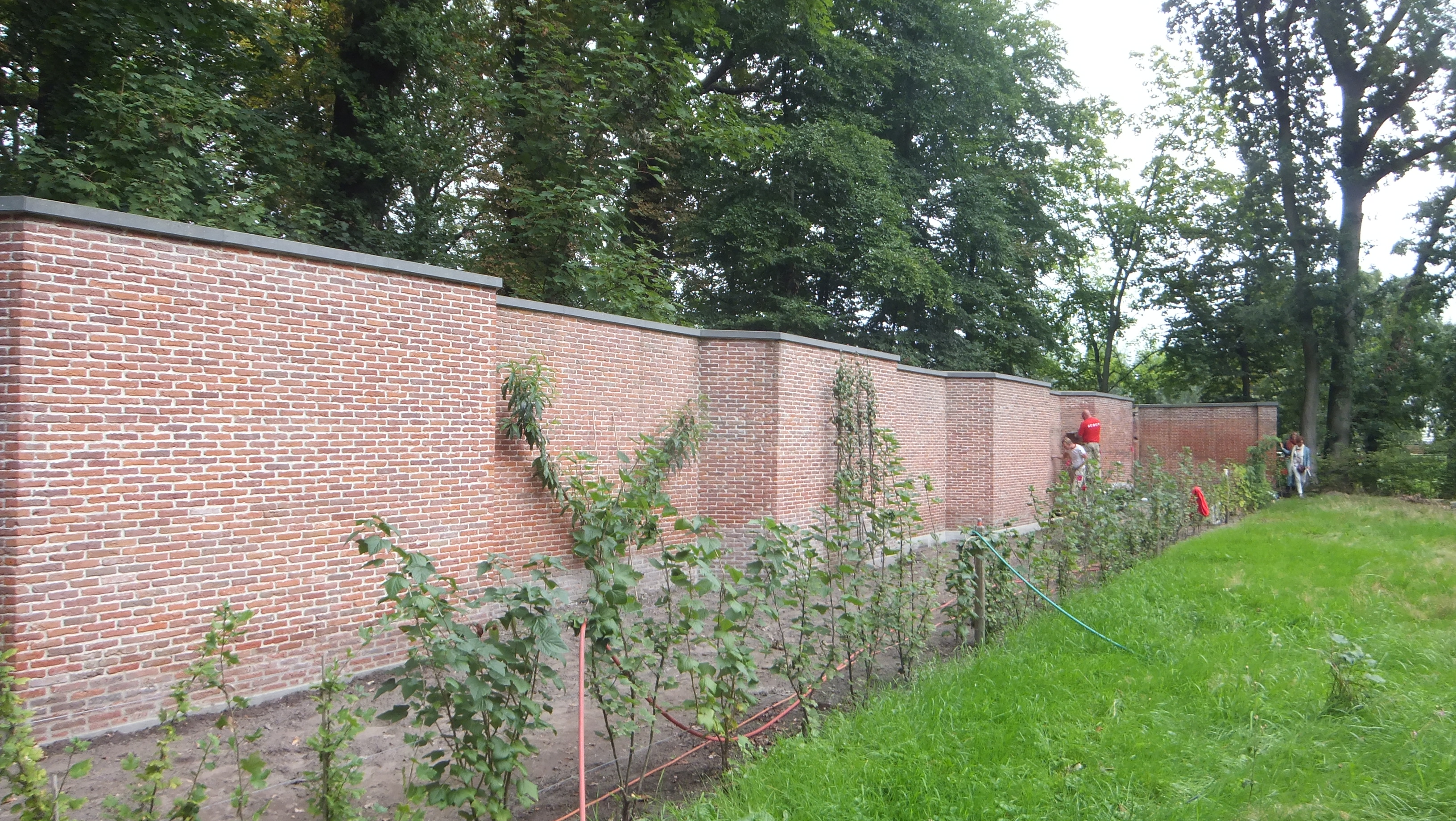
Retranchementenmuur met fruit (2015)
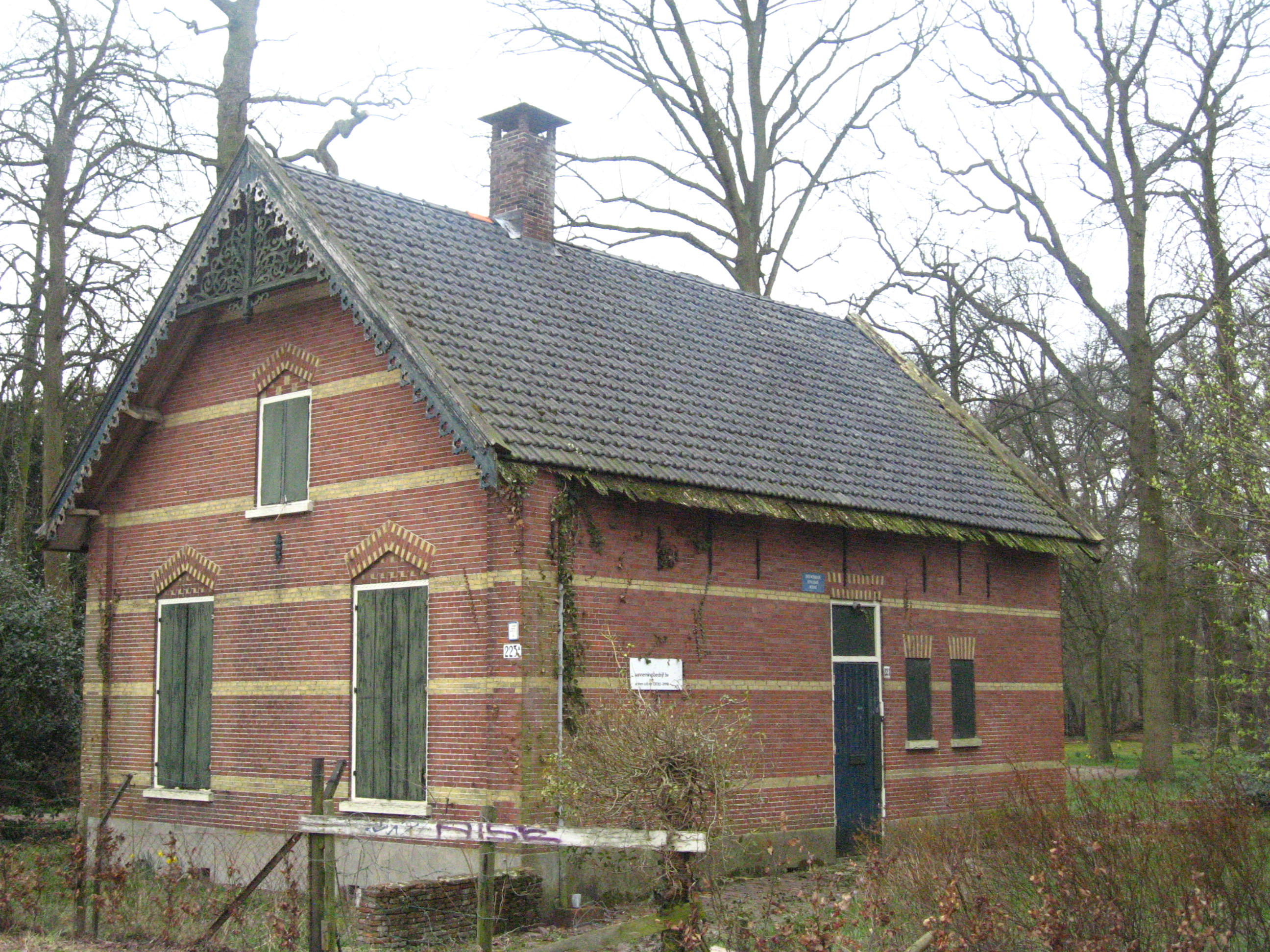
Koetsierswoning

## Lijst van eigenaren
- 1582-1589 - Diederik Jansz Graeff, burgemeester van Amsterdam.
- 1589-1638 - Jacob Dircksz de Graeff, zoon van Diederik Jansz Graeff, regent en burgemeester van Amsterdam.
- 1638-1656 - Agneta de Graeff van Polsbroek, dochter van Jacob Dircksz de Graeff, echtgenote van burgemeester van Amsterdam Jan Bicker.
- 1656-1662 - Wendela Bicker, dochter van Agneta de Graeff van Polsbroek, echtgenote van de raadpensionaris Johan de Witt.
- 1662-1688 - Allard Poelaert, textielhandelaar, en zijn weduwe Adriana van Groenendijk, verantwoordelijk voor de huidige bebouwing.
- 1688-1716 - Sara Poelaert, dochter van Adriana van Groenendijk, echtgenote van Pieter de la Court van der Voort.
- 1716-1735 - Cornelis Denijs. Hij liet in het huis behangsels aanbrengen door Aart Schouman, die in de jaren 1920 werden verkocht.
- 1735-1741 - Jacob van Eysch en diens weduwe Jeanne Chevalier.
- 1741-1751 - Pieter Huguetan, vrijheer van Vrijenhoeven en diens zuster Alexandrine, echtgenote van Hendrik Pieter Godfried Wecke, burgemeester van Wageningen.
- 1751-1753 - Jan van Rijckevorsel.
- 1753-1763 - Emmerentia van Rijckevorsel, zuster van Jan van Rijckevorsel en weduwe van Johan Viruly. Zij voegde in 1753 tevens de aan de Vliet gelegen boerderij "Rustwat" aan het buiten toe.
- 1763-1766 - Johanna Viruly, dochter van Emmerentia van Rijckevorsel.
- 1766-1772 - François Beeldemaker, weduwnaar van Johanna Viruly.
- 1772-1777 - Susanna Margaretha des Amorie, schoonzuster van François Beeldemaker na diens tweede huwelijk.
- 1777-1802 - Johanna Catharina à Marck, echtgenote van Nicolaas van Banchem, oud-burgemeester van Leiden. Later echtgenote van Mathijs Snoeck, raad en schepen van Leiden.
- 1802-1822 - Jhr. Johan Petrus Pompe Van Meerdervoort, burgemeester van Voorschoten.
- 1822-1824 - Hendrik Staal, grondeigenaar. Hij gaf de buitenplaats de naam Berbice.
- 1824-1829 - Catharina Christina Kip, weduwe van Hendrik Staal. Zij verhuurde in het voorjaar van 1827 het buiten aan de voormalige minister en staatsraad jhr. Johannes Goldberg, die er in 1828 overleed.
- 1829 - Dirck Dorrepaal, grondeigenaar. Bij de verkoop is niet de aan de Vliet gelegen boerderij betrokken, die nog steeds de oorspronkelijke naam van de buitenplaats Allemansgeest draagt.
- 1829-1838 - Adriana Aghata Cau, grondeigenaar en weduwe van Daniël van Halteren, president van de rechtbank van Leiden.
- 1838-1856 - Francona Diderica, dochter van Adriana Aghata Cau en echtgenote van Albert Otto Ernst graaf van Limburg-Stirum, burgemeester van Leiden.
- 1856-1857 - Ariena Didrika Fortuyn Harreman, tevens eigenaar van het aan de noordkant aan Berbice grenzende landgoed Beresteyn.
- 1857-1878 - Johannes Mattheüs van Kempen III, de oprichter en eerste directeur van de Koninklijke Nederlandse Fabriek van gouden en zilveren werken J.M. van Kempen & Zonen. Verantwoordelijk voor de bouw van de Voorschoter zilverfabriek, aan de zuidkant grenzend aan de buitenplaats.
- 1878-1890 - Antonius Everdinus van Kempen, zoon van Johannes Mattheüs van Kempen III, ondernemer en politicus.
- 1890-1892 - Johannes Mattheüs van Kempen IV, halfbroer van Antonius Everdinus van Kempen.
- 1892-1922 - Johannes Mattheüs van Kempen.
- 1922-1937 - N.V. Koninklijke Nederlandse Edelmetaalbedrijven Van Kempen, Begeer & Vos (K.N.E.B.).
- 1937-1956 - Carel Joseph Anton Begeer, directeur-generaal van de K.N.E.B..
- 1956-1976 - Henriëtta Dorothea Begeer-von Weiler, weduwe van Carel Joseph Anton Begeer.
- 1976-2009 - Rudolpha Jacoba Maria Begeer, dochter van de voorgaande eigenaars.
- 2009 - Stichting tot Behoud van Cultuurhistorische Buitenplaatsen.